# Team Sydfyn
Team Sydfyn (forkortet TS) er en tidligere dansk fodboldklub, der var hjemmehørende i Svendborg på Fyn. Klubben blev etableret som et fælles eliteholdssamarbejde mellem dameafdelingerne i sportsforeningerne Svendborg forenede Boldklubber (S.f.B.), Boldklubben Stjernen samt Skårup Idrætsforening (SIF) og bestod som udgangspunkt kun af et førstehold, men kom sidenhen til at omfatte samtlige af moderklubbernes kvindehold på seniorplan (første- og andetholdet) samt deres U/18 elitehold. Aftalen trådte i kraft den 1. januar 2005 og havde virkning fra og med forårssæsonen 2005. Den svendborgensiske dameeliteklub var formelt medlem af lokalforbundet Fyns Boldspil-Union (FBU) og derigennem det nationale fodboldforbund Dansk Boldspil-Union (DBU). Alle turneringskampe afvikledes på Østbyens Stadion, mens alle pokalkampe blev spillet i Skårup (2005—2007) eller på Svendborg fB's baneanlæg (2008—2009).
Ved overbygningens ikrafttrædelse overtog 1. holdet fodboldklublicensen til deltagelse i den tredjebedste danske kvindelige fodboldrække, Kvinde-Danmarksserien, i kvindeklubbens første sæson fra moderklubben Skårup IF, som senere selv trak sig ud af elitesamarbejdet. Eliteafdelingens bedste ligaplacering i løbet af klubbens 4½ år lange levetid blev en samlet førsteplads i kvindernes Danmarksserie, Pulje 2 i efterårssæsonen 2006. Efter afslutningen på 2008/09-sæsonen valgte også Boldklubben Stjernen at trække sig helt ud af elitesamarbejdet, hvorefter Svendborg fB's førstehold for kvinder overtog både klublicensen og Team Sydfyns sidste placering i rækkerne. Grundet manglende spillertilslutning hos Svendborg fB blev 1. seniorholdet imidlertid trukket kort før sæsonens først kamp skulle være spillet.

## Klubbens historie

### Baggrunden for overbygningsholdets dannelse
Boldklubben Stjernen var den af moderklubberne, hvis kvindeafdeling havde opnået den største sportslige succes inden overbygningens ikrafttrædelse. Fodboldklubbens kvinder, der i en årrække var den eneste kvindefodboldklub i Svendborg, havde kvalificeret sig til finalen om det første officielle danske mesterskab for kvinder (under Dansk Boldspil-Unions administration) i 1973-sæsonen, hvor holdet tabte mod Ribe Boldklubs kvinder, og var i 1970'erne at finde blandt de bedste kvindeklubber i Danmark. Den svendborgensiske forstadsklub Skårup IF genindførte kvindefodbold i 1990'erne og fik tilspillet sig en oprykning til divisionerne under Dansk Boldspil-Union, men måtte efter 2003/04-sæsonen rykke ud af Danmarksturneringen i kvindefodbold (Kvinde-DM) som følge af en slutplacering lige under nedrykningsstregen i kvindernes 1. division (næstbedste fodboldrække). Pigefodbold vedtog Svendborg fB først at indføre på en generalforsamling i foråret 1998 med officiel opstart i august måned samme år. Udover at være repræsenteret på en række lokale unionshold for piger, var Svendborg fB ikke synlige på seniorplan før klubbens første egentlige dameseniorhold blev oprettet i foråret 2005, hvorefter seniorernes første turneringskamp afvikledes i april måned samme år.
Et sydfynsk fodboldsamarbejde for kvindefodbolden havde tidligere været til fremme som forslag, men kvindeafdelingerne begyndte først for alvor at diskutere et tættere samarbejde med henblik på en styrkelse af kvinde/pigefodbolden på Sydfyn i 2000 med det daværende medlem af Boldklubben Stjernen Marianne Therkelsen som "foregangskvinde". Det blev løbende fulgt op af forhandlinger og møder og i løbet af 2002-sæsonen intensiveredes mødeaktiviteten mellem diverse fodboldklubber i det sydfynske område. I de indledende forhandlinger og møder viste flere klubber interesse i at deltage i overbygningsprojeket, men mange klubber fravalgte i sidste ende grundet manglende ledere og "for store klubfølelser". Tilbage sad to klubber, Svendborg fB og Boldklubben Stjernen, som begge havde et stort antal ungdomsspillere, men på daværende tidspunkt havde kun Boldklubben Stjernen dameseniorhold. Efter længere tids forarbejde af lederne i Svendborg forenede Boldklubber og Boldklubben Stjernen kombineret med en positiv tilbagemelding fra spillerne, trænere og forældre i efteråret 2002, besluttede bestyrelserne i de to moderklubber at indlede et samarbejde med et nyt fælles 11 mands-junior/pigehold omkring klubbernes hidtidige to individuelle hold for henholdsvis damejuniorer og piger med start i 2003. Processen i dannelsen af holdfællesskabet S.f.B./Stjernen blev fremskyndet af hensynet til klubbernes talenter og pigeholdene, der tidligere havde mulighed for at spille 11 mandsfodbold, men hvor en reduktion i antallet af damespillere indenfor samme aldersgruppe/årgang havde tvunget dem til i stedet at oprette syvmandsfodboldshold i klubbernes juniorafdelinger.
Kvindeafdelingerne i Svendborg og omegn stod i starten af det nye årtusinde i en situation, hvor områdets klubber havde et højt rangeret hold, men for få stærke seniorspillere som medlemmer i tilfælde af skader eller afbud og en dalende interesse for seniorfodbold og den dertilhørende træning for de ældste talenter, hvilket blandt andet skyldtes mere attraktive alternativer på højt niveau i de større odenseanske fodboldklubber, større interesse for områdets håndboldspil og at det drejede sig om unge mennesker, der flyttede efter uddannelse og lønarbejde. I tiden op til samarbejdets start deltog ofte blot 5—8 kvindelige seniorspillere til træningssessionerne og holdlederne og trænerne havde problemer med at stille hold til turneringskampe. Dialogen omkring styrkelse af pige/damefodbolden på Sydfyn intensiveredes yderligere med deltagelsen af konsulent Keld Gantzhorn fra Fyns Boldspil-Union og flere omkringliggende fodboldklubber, der i den indledende periode var skeptiske omkring et tættere samarbejde. En arbejdsgruppe bestående af medlemmer fra de interesserede parter udarbejdede i 2004 et forslag om etablering af en fælles eliteoverbygning med de bedste seniorspillere i de involverede klubber med en damefodbold-afdeling.

### Holdfællesskabets første måneder
Ved Svendborg fB's generalforsamling den 25. marts 2004 godkendtes oplægget fra den fælles arbejdsgruppe til etablering af en fælles sydfynsk eliteoverbygning for de tre kvindefodboldafdelinger i naboklubberne Skårup Idrætsforening (stiftet den 6. januar 1993 som en sammenslutning af Skårup Boldklub og Skårup ny Gymnastikforening), Boldklubben Stjernen (stiftet 20. september 1968) og Svendborg forenede Boldklubber (stiftet 2. april 1901) under en ny identitet med holdnavnet Team Sydfyn. Forslaget om elitesamarbejdet blev senere også godkendt på de to resterende moderklubbers generalforsamlinger i foråret 2004. Skårup IF's bedste kvinde-seniorhold havde i foråret 2004 status som 1. divisionshold, før nedrykningen til den tredjehøjeste liga for kvinder, Kvinde-Danmarksserien, 1. seniormandskabet fra Boldklubben Stjernen deltog i 2004-sæsonen i Kvinde-Fynsserien, mens Svendborg fB's første dameseniorhold skulle indlede sin tilværelse i Serie 2 under Fyns Boldspil-Union. Holdsamarbejdet blev økonomisk forpligtende for de tre moderklubber, der løbende gav Team Sydfyn et fastansat tilskud, der var fordelt lige mellem klubberne, til den daglige drift udover indtægterne fra sponsorater.
Fællesholdet S.f.B./Stjernen fortsatte med at eksistere som en separat enhed efter opstarten på Team Sydfyn i forårssæsonen 2005 og pigerne i samarbejdet mellem Svendborg fB og Boldklubben Stjernen blev først en del af Team Sydfyn fra og med foråret 2006. Alle piger og damer over U/15 endte med tiden at spille under Team Sydfyn, mens de resterende børne- og ungdomsspillere forblev under de respektive moderklubber. Hvor det fælles overbygningshold tidligere blot omfattede en førsteholdstrup, kom Team Sydfyn fra og med foråret 2007 også til at tælle alle seniorspillere fra de tre klubbers kvindehold, fordelt på tre seniorhold, og et enkelt juniorhold. I en periode kom, afhængig af aldersgrupperne det pågældende år, samarbejdet også til at huse pige/kvinde-hold på lavere rangerende niveauer, herunder 11:11 og 7:7 fodbold. På ungdomssiden var Stenstrup Boldklub (i maj 2008 blev klubben den ene moderklub til dannelsen af Stenstrup Idrætsforening) i 2007 interesserede i at blive en del af det sydfynske fodboldprojekt, men et nærmere samarbejde blev ikke påbegyndt.
Målsætningen var fra begyndelsen at danne en stærk svendborgensisk eliteafdeling indenfor damefodbold, der ville sikre større fodboldmæssige muligheder for at konkurrere på alle niveauer, men hvor man først og fremmest satsede få Team Sydfyns elite til toppen af dansk kvindefodbold. Det daværende trænerteam udtalte ved optaksten til forårssæsonen 2007, at langtidsmålet for klubben var "1. division og at [..] [blive] et godt alternativ i forhold til OB, så de lokale damer og piger vil[le] spille fodbold i det sydfynske. Derudover, at at få bygget en god ungdomsafdeling op, med et hold i alle rækkerne". Dansk Boldspil-Union (DBU) godkendte holdfællesskabet med officiel ikrafttrædelse den 1. januar 2005, hvilket fik sportslig virkning fra og med forårssæsonen i 2005.
Anlægget Østbyens Stadion, der i 2004 var blevet nyt hjemsted for moderklubben Boldklubben Stjernen, blev af det fælles samarbejdsudvalg udvalgt som dameeliteholdets kommende bane til afvikling af hjemmekampene i DBU's turneringer. Det var på tale ved overbygningens begyndelse, at der skulle spilles på Høje Bøge Stadion, men spillerne ønskede at forblive på Boldklubben Stjernens anlæg til afvikling af de officielle turneringskampe, mens træningssessionerne skulle fordelt mellem Boldklubben Stjernen og Svendborg fB. Pokalkampe i de første tre år afvikledes i på Skårup Stadion i Skårup, før de blev flyttet til SfB's baneanlæg i 2008.
Der blev samtidig med overbygningens start udarbejdet et nyt klublogo, hvor fundamentet udgjordes af et skjold med en lodret opdeling i klubbens to grundlæggende farvenuancer, lyseblå og mørkeblå. Tre vandrette hvide bølgemønstre (af en enkel bølgelængdes afstand) var inkluderet i den nedre halvdel og skulle symbolisere de tre oprindelige stiftende moderklubber og samtidig have en reference til havne- og søfartsbyen Svendborg, med klubnavnet i hvid minuskelskrift placeret i logoets øvre halvdel fordelt på to linjer. Klublogoet forblev det samme igennem hele klubbens eksistens. Spilledragterne på hjemmebane reflekterede ligeledes de officielle klubfarver og havde som udgangspunkt en lyseblå spilletrøje med mørkeblå benklæder, mens spillertruppen på udebane iførte sig en spilledragt bestående af en grå spilletrøje med sort-farvede shorts og strømper. I svendborgensernes sidste sæson bestod hjemmebanedragten af lyseblå spilletrøjer, shorts i sort og sorte strømper.

### 2005—2007: Kvinde-Danmarksserien
Den nye svendborgensiske elitesatsning på pige/kvindesiden overtog klublicensen og den seneste placering i serierækkerne under Dansk Boldspil-Unions administration fra Skårup IF's bedste kvindelige mandskab, der i sidste halvdel af 2004 spillede i Kvinde-Danmarksseriens daværende halvårige efterårssæson. Michael Christensen, som havde været træner i godt 25 år, og Andy Jørgensen blev ansat som 1. seniorholdets første trænerpar. Andy Jørgensen havde yderligere syv års fodboldtrænererfaring indenfor ungdom- og seniorfodbold og spillede selv i en årrække på barndomsklubben Boldklubben Stjernens førstehold sideløbende med sin rolle som assisterende træner for samarbejdet i Team Sydfyn. Under ledelse af de to cheftrænere debuterede det sydfynske elitehold den 6. april 2005 på Nakskov Stadion i udebaneopgøret mod den lollandske kvindeklub Nakskov Boldklub med et 2—1 nederlag til følge (1—0 ved halvlegstid), hvor Signe Jæger scorede samarbejdsklubbens første mål i 2. halvleg. I debutsæsonen, 2005-forårssæsonen, tilspillede Svendborg-klubben sig en samlet tredjeplads i Dame-Danmarksserien, hvilket blev midterplacering i sluttabellen.
Efter en fjerdeplads i Kvinde-Danmarksserien i efterårssæsonen 2005 (og heraf følgende obligatorisk nedrykningskamp om fortsat forbliven i Danmarksserien mod århusianske Beder-Malling Idrætsforening, som på udebane besejredes med cifrene 4—1) og en andenplads i Kvinde-Danmarksserien i forårssæsonen 2006 (hvor man tilspillede sig klubbens største sejr med cifrene 8—0 mod divisionsreserverne fra Falster, B. 1921), formåede førsteholdet at gå ubesejret igennem turneringen og vinde sin nedrykningspulje i kvindernes daværende halvårige Danmarksserie-struktur i efteråret 2006. Førsteholdets resultater i efterårssæsonen, nogle overbevisende sejre i træningskampene op til turneringsstarten og en række forstærkninger i vinterpausen 2006/2007 foranledigede sydfynboerne til at satse på gentage efterårets førsteplads i forårssæsonens oprykningsspil, der ville sikre direkte adgang til Danmarksturneringens næstbedste fodboldrække, 1. division. Målsætningen om at vinde DS-rækken på ny blev imidlertid ikke opfyldt og den ene oprykningsplads gik i foråret 2007 i stedet til forrige sæsons nedrykkere Kolding Boldklubs kvinder, mens Team Sydfyn fik en midterplacering over puljens to nedrykningspladser. I første halvdel af 2007/08-sæsonen gennemlevede det svendborgensiske overbygningshold sin værste halvsæson i Kvinde-Danmarksserien, da klubben overvintrede på en midlertidig sidsteplads i puljen efter blot en enkel sejr og et enkelt uafgjort opgør og i den kommende forårssæson skulle til at kæmpe om at undgå nedrykning til de lokale serier.

### 1. senior trækkes ud af Kvinde-Danmarksserien
Modsat de to andre moderklubber, leverede Skårup Idrætsforening med tiden ingen spillere til Team Sydfyn, da man ikke selv længere havde nogle kvindehold i klubben. Skårup IF's bestyrelse valgte at træde ud af samarbejdet omkring Team Sydfyn i efteråret 2007, da klubben på daværende tidspunkt ikke længere havde den samme tilslutning til damefodbold i Skårup som tidligere. Team Sydfyns deltagelse i landets tredjebedste kvindelige fodboldrække fortsatte kun frem til udgangen af efterårssæsonen 2007, da de to tilbageværende moderklubber inden begyndelsen på forårets kampe i 2007/08-sæsonen så sig nødsaget til at trække samarbejdets førstehold ud af Kvinde-Danmarksserien og turneringer administreret af Dansk Boldspil-Union. Team Sydfyns sidste officielle kamp i Kvinde-Danmarksserien blev spillet den 27. oktober 2007 på Jerne Stadion mod jyske Jerne Idrætsforenings kvinder, som sejrede med cifrene 8—1. Kampen i Danmarksserien blev ligeledes sidste kamp under ledelse af trænerteamet siden eliteholdets begyndelse for tre år siden. I slutningen af efterårssæsonen skiftede trænerne roller, således at assisterende træner Andy Jørgensen blev klubbens holdets cheftræner og stod med det overordnede ansvar omkring kampene. Som følge af Team Sydfyns udgåelse fra Kvinde-Danmarksserien blev klubbens bedste hold taberdømt i alle af 2007/08-sæsonens resterende opgør.
I maj måned 2007 udtalte både daværende cheftræner Michael Christensen og tidligere forkvinde Conny Reseke, at fusionen af moderklubbernes dameafdelinger indtil videre havde været en succes. I 2006 stødte et andethold til Team Sydfyn-projektet og begge spillertrupper (1. og 2. holdet) havde i gennemsnit 14-20 spillere til træningssessionerne med større sportslig niveau og med kamp blandt spillerne om at blive udtaget til turneringskampene. 1. seniorholdets mange store nederlag og blot fire optjente points i løbet af 11 kampe i efteråret 2007 havde dog resulteret i en stor spillerafgang i vinterpausen i 2007/08-sæsonen og man endte med at mangle spillere op til turneringsstarten. De tilbageværende spillere gav udtryk for, at de ikke ønskede at spille i Danmarksserien, hvor man skulle ud på lange rejser for at møde modstandere, som holdet med stor sandsynlighed ville lide store nederlag mod. Allerede hen over sommerpausen oplevede man den store afgang på spillersiden, da over et halvt hold inklusiv en række af holdets profiler og fysisk stærke spillere var væk i forhold til forårssæsonen, og spillertruppen i efteråret måtte suppleres med Team Sydfyns daværende U/17-spillere. FBU Turneringer behandlede den 26. februar 2008 den sydfynske holds ansøgning om at fortsætte i Kvinde-Fynsserien, hvilket blev imødekommet af Fyns Boldspil-Union den 28. februar 2008 og senere Dansk Boldspil-Union.
Der blev fra det lokale fodboldforbunds side af givet en dispensation til kvindesamarbejdets fortsatte deltagelse i de lokale turneringer under Fyns Boldspil-Union fra de gældende regler på området om udtrækning af højere rangerende hold. Ifølge den normale praksis ville lavest rangerede hold ligeledes trækkes, men udvalget for Team Sydfyn ønskede at bibeholde overbygningens andethold i lokalunionens bedste række, Kvinde-Fynsserien, da konsekvenserne af en afvisning af klubbens ansøgning muligvis ville betyde lukning af kvindeafdelingen. Cheftrænerposten blev efter vinterpausen overtaget af den forhenværende Fynsserie-træner Peter Egelund, men 29-årige Andy Jørgensen vendte, efter at have trænet klubbens U/18-elitehold, tilbage som cheftræner (sin 8. sæson) hen over sommeren 2008 i et samarbejde med den nyankomne assistenttræner 28-årige Jacob Dines Petersen. I forårssæsonen 2008, hvor Team Sydfyns nye bedste mandskab ikke var oprykningsberettiget, ikke kunne kåres som Fynsmester og ikke kunne modtage præmiepenge fra Fynsseriens navnesponsor Albani, sikrede man sig en midterplacering i Kvinde-Fynsserien med en femteplads ud af i alt 11 deltagende klubber, men i den efterfølgende nye helårige 2008/09-sæson lykkedes det klubben at vinde Kvinde-Fynsserien med en ung spillertrup, hvor halvdelen af holdet udgjordes af U/18-holdsspillere. Bedriften sikrede ikke klubben oprykning til Danmarksserien, da sydfynboerne stadig var uden mulighed for oprykning i sæsonen, hvilket var en af konsekvenserne af den selvvalgte degradering fra Kvinde-Danmarksserien til Fynsserien i sidste sæson. Aarslev Boldklub, der endte sæsonen på en andenplads, overtog i stedet den direkte oprykning til Kvinde-Danmarksserien i den kommende sæson.
I efteråret 2008 fik Team Sydfyn sin første og eneste danske pigelandsholdsspiller, da den 16-årige angriber Sofie Skallerup Larsen som repræsentant for svendborgenserne debuterede i startopstillingen den 16. oktober 2008 i forbindelse med U/17-pigelandsholdets opgør på Complex Op de Keiberg i den belgiske by Tongeren mod Kasakhstan i 1. runde af kvalifikationen til Europamesterskaberne i 2009. Danmark vandt kampen med cifrene 6—0, hvor også Sofie Skallerup Larsen formåede at score sit debutmål til stillingen 5—0 i kampens anden halvdel og skiftedes ud i samme minut. Den daværende danske U/17-pigelandstræner Anders With Damgaard havde også udtaget angrebsspilleren som reserve til den tredje gruppekamp under kvalifikationsturneringen i Belgien, men blev ikke benyttet.

### Samarbejdsproblemer og holdets nedlæggelse
Nye sportslige ambitioner hos Team Sydfyn blev i september 2008 blandt andet markeret med ansættelsen af en ny sportschef i skikkelse af den tidligere førsteholdstræner Michael Christensen, der blev hentet tilbage for at styrke ungdomsarbejdet og fungere som bindeled mellem moderklubbernes ungdomshold (U/15 piger og nedefter) og juniorer- og seniorholdet organiseret under Team Sydfyn samt ttrænere og sportsudvalget. Op til vinterpausen 2008/2009 udtalte sportschefen, at man satsede på førsteholdet ville vende tilbage til Kvinde-Danmarksserien indenfor en to-fire årig periode og forventede at stammen i førsteholdstruppen skulle udgøres af klubbens daværende juniorspillere.
Men efter afslutningen på 2008/09-sæsonen stod en enig bestyrelse i Boldklubben Stjernen bag beslutningen om at trække sig ud af elitesamarbejdet med Svendborg forenede Boldklubber, hvilket resulterede i ophøret af den fælles overbygning for kvindefodbolden i Svendborg ved udgangen af den igangværende sæson. Problemer omkring eliteholdssamarbejdet mellem de to tilbageværende klubber bag overbygningen og at man ikke længere var enige om samarbejdets omfang nævntes som de primære grunde til at "det var bedst at køre videre hver for sig". Initiativet til ophøret blev taget af Svendborg fB, som ønskede at "udvide og udvikle samarbejdet", men et flertal i bestyrelsen for Boldklubben Stjernen var ikke uden videre interesseret. Formanden for Boldklubben Stjernen Bjarne Lægsgaard og forkvinde for pige-/dameafdelingen i Svendborg forende Boldklubber, og sidste leder i Team Sydfyn-udvalget Rikke Mathiasen udtrykte dog interesse for "på et senere tidspunkt" at genoplive Team Sydfyn under et andet koncept, der involverede flere sydfynske fodboldklubber i et nyt eliteholdssamarbejde for kvinder — eventuelt ved at lave en ren pigeklub i stil med Fortuna Hjørring.
Da beslutningen blev taget om at nedlægge damesamarbejdet, lå den svendborgensiske klubs 1. seniorhold på en førsteplads i Fynsserien. Den tilbageværende klublicens, efter Team Sydfyns ophør, til fortsat deltagelse i Kvinde-Fynsserien (og kendt som Albaniserien for kvinder) i 2009/10-sæsonen blev overdraget til Svendborg fBs kvindeafdeling, som oprindeligt ville stille et kvindehold blandt andet bestående af en række af holdfællesskabets tidligere spillere. Samtidig fortsatte Team Sydfyns U/18-pigehold i Eliterækken under Svendborg fBs faner i Mesterrækken den efterfølgende sæson. Kvindetræner Andy Jørgensen fortsatte efter sommerpausen i en lignende stilling hos naboklubben Tved Boldklub, hvor mange af damesenior-spillerne fra Team Sydfyns dameseniorhold valgte at flytte til i stedet. Den manglende tilslutning til spillertruppen gjorde, at Svendborg fB's pige/kvindeafdeling så sig nødsaget til at trække fodboldklubbens 1. dameseniorhold fra Kvinde-Fynsserien kort før sæsonens først kamp skulle være spillet. Efter Team Sydfyns opløsning startede Boldklubben Stjernen deres egen satsning op på pige/kvindefodbold ved at etablere deres egen 1. dameseniorhold med ansættelse af en træner og med start i kvalifikationsrækken lige under Fynsserien. Efter Skårup Idrætsforenings udtræden nogle år forinden blev der etableret nogle damehold på ungdomsniveau i klubben.

## Klubbens resultater

### DBU's Landspokalturnering for kvinder
Skårup Idrætsforening deltog som den eneste af moderklubberne i 2004/05-sæsonen af DBU's Landspokalturnering for kvinder, hvor man nåede frem til 2. pokalrunde og tabte hjemmebaneopgøret mod den århusianske 1. divisionsklub Lunde G&IFs kvinder med cifrene 7—1 i efteråret 2004. Team Sydfyn debuterede først i kvindernes pokalturnering (3F-cuppen) i 2005/06-sæsonen, hvor klubbens indledende kamp i 1. runde afvikledes på hjemmebane mod den lollandske Danmarksserieklub Nakskov Boldklub med en 4—3 sejr som slutresultat. Anden runde i dette års pokalturnering blev endestationen, da det sydfynske dame danmarksseriemandskab fra Team Sydfyn tabte mod det jyske Elitedivisionsmandskab Vejle Dame Boldklub med cifrene 5—1.
I 2006/07-sæsonen nåede man igen frem til 2. runde (16.-delsfinalen) under den daværende struktur af pokalturneringen efter en udebanesejr over kvindeholdet fra fynske serieklub FS HOGG i 1. runde med cifrene 3—0 og et nederlag på hjemmebane med cifrene 2—1 i 2. runde til den daværende 1. divisionsklub Horsens SIK. I 2007/08-sæsonen spillede fynboerne sig frem til 5. runde (ottendelsfinalen i den udvidede version af pokalturneringen) efter sejre over kvinderne fra serieklubben Tåsinge fB (2. runde på udebane med cifrene 0—3), 1. divisionsklubben B 1913 (3. runde på hjemmebane med cifrene 5—4 efter forlænget spilletid og straffesparkskonkurrence, ordinær kamp og forlængelse endte 0—0) og den 7. august 2007 Aarslev Boldklub (fjerde runde på udebane med cifrene 1—4). I pokalturneringens 5. runde led man et nederlag på 0—4 på hjemmebane mod det nyoprykkede Elitedivisionshold SønderjyskE, hvilket blev elitesamarbejdets sidste kamp og bedste avancement i pokalsammenhæng. Efter den frivillige nedrykning til Fynsserien deltog holdet ikke længere i hovedturneringen af kvindernes pokalturnering. Team Sydfyns fodboldkvinder havde som tradition at afvikle deres kampe i pokalsammenhæng i Skårup (2005—2007) og sidenhen på Svendborg fB's baneanlæg på Hellegaardsvej (2008—2009).

### Danmarksturneringen i kvindefodbold
De sportslige resultater for klubbens førstehold i Danmarksturneringen i kvindefodbold og serierne igennem årene.
| Sæson        | Niv | 0Liga0                          | Nr      | Statistik | Statistik | 0Topscorer0                             | 0Tilskuere0   |
| ------------ | --- | ------------------------------- | ------- | --------- | --------- | --------------------------------------- | ------------- |
| 2005 forår   | 3   | 0Kvinde-Danmarksserien, Pulje 2 | 3. 0(6) | 10-6-1-3  | 26-16     |                                         |               |
| 2005 efterår | 3   | 0Kvinde-Danmarksserien, Pulje 2 | 4. 0(5) | 8-3-1-4   | 18-13     | 0Signe Jæger, 9 mål                     |               |
| 2006 forår   | 3   | 0Kvinde-Danmarksserien, Pulje 2 | 2. 0(6) | 10-6-2-2  | 28-11     | 0Winnie Esbensen, 8 mål                 |               |
| 2006 efterår | 3   | 0Kvinde-Danmarksserien, Pulje 2 | 1. 0(6) | 10-8-2-0  | 19-50     | 0Neele Pawlowski, 4 mål                 |               |
| 2007 forår   | 3   | 0Kvinde-Danmarksserien, Pulje 2 | 3. 0(6) | 10-5-0-5  | 16-15     | 0Tine Højmark og Neele Pawlowski, 4 mål |               |
| 2007-2008    | 3   | 0Kvinde-Danmarksserien, Pulje 2 | 8. 0(8) | 21-1-1-19 | 06-74     | 0Thilde Løndahl, 2 mål                  | 030 tilskuere |
| 2008 forår   | 4   | 0Kvinde-Fynsserien              | 5. (11) | 10-5-1-4  | 27-28     |                                         |               |
| 2008-2009    | 4   | 0Kvinde-Fynsserien              | 1. 0(6) | 20-13-3-4 | 56-29     |                                         |               |

Niv: Rækkens niveau i den pågældende sæson, Nr: Slutplacering, Tilskuere: Tilskuergennemsnit på både ude- og hjemmebane.

## Fodnoter
1. ↑  Team Sydfyn spillede alle kampe i Kvinde-Danmarksserien i efteråret 2007 (1 sejr, 1 uafgjort resultat og 9 nederlag), før ledelse frivilligt lod klubben degradere til Fynsserien og spille videre med andetholdet. Klubben, som i vinterpausen var placeret på en sidsteplads i sin pulje, blev taberdømt med cifrene 3—0 i de resterende 10 DS-kampe af 2007/08-sæsonen.
2. ↑  Det gennemsnitlige tilskuerantal er baseret på de følgende tilgængelige tilskuertal fra efterårets 11 opgør. 11. august 2007 hjemme mod Team Als: 38 tilskuere (kilde), 19. august 2007 ude mod BMI: ? tilskuere, 26. august 2007 ude mod Lunde G&IF: ? tilskuere, 1. september 2007 hjemme mod Fortuna Hjørring: ? tilskuere, 8. september 2007 ude mod Kildemosens Boldklub: 30 tilskuere (kilde), 16. september 2007 ude mod AaB: ? tilskuere, 22. september 2007 hjemme mod Jerne IF: 35 tilskuere (kilde), 29. september 2007 hjemme mod BMI: 25 tilskuere (kilde), 06. oktober 2007 ude mod Team Als: 25 tilskuere (kilde), 20. oktober 2007 hjemme mod AaB: 28 tilskuere (kilde), 27. oktober 2007 ude mod Jerne IF: ? tilskuere.